# Laberint Miró
El Laberint de Miró és el conjunt d'escultures i ceràmiques creades entre 1961 i 1981 per Joan Miró per a Marguerite i Aimé Maeght, que està ubicat a la Fundació Maeght de Sant Pau de Vença, a França. Disperses en un jardí de terrasses amb vistes al mar, el laberint és un passeig pels somnis de l'artista, per la seva imaginació i el seu humor.

## Història
A principis de la dècada de 1960, Miró va participar activament en el gran projecte d'Aimé Maeght a Sant Pau de Vença. La parella, inspirada per una visita a l'estudi del pintor a Cala Major, va encarregar al mateix arquitecte Josep Lluís Sert la construcció d'un edifici i una zona enjardinada, amb un espai especial reservat per a la creació mironiana. Miró va meditar durant un període fins que va decidir que duria a terme un Laberint. Va col·laborar amb Josep Artigas i Joan Gardy Artigas per la realització de ceràmiques, i amb Sert per la concepció del conjunt.
Miró va crear un conjunt d'obres monumentals especialment dissenyades per a la fundació. Dins del recorregut dissenyat per Sert, Miró va preparar unes maquetes que després serien construïdes en marbre, ciment, ferro, bronze i/o ceràmica. Destaquen les escultures La forca (La Fourche) i El Disc (Le Disque). La primera fou realitzada el 1963 en bronze i la segona el 1973 en ceràmica.

## Descripció
El laberint és un jardi concebut per Miró com un laberint. Els tres eixos verticals principals els formen un arc de formigó colossal que domina amb tota la seva magnitud la terrassa més alta, una forquilla en equilibri sobre el cap d'un personatge i suspès d'altura que domina la passarel·la, i finalment una antiga torre de pedra en la qual l'artista va crear un mur amb plaques de ceràmica. El recorregut en si es pot realitzar en qualsevol direcció. Inclou un homenatge a Antoni Gaudí amb una taula rodona de ceràmica grisa que recorden al Park Güell de Barcelona.
El jardí compta amb estanys, murs baixos, en un espai ubicat entre les muntanyes i el mar, que l'artista utilitza com a decoració de fons. L'Ocell lunar i l'ocell solar són part d'aquestes grans escultures que acompanyen una deessa gegantina amb el sexe tapat per la closca d'una tortuga gegant. Destaca també un ou gegant, del que Henri Maldiney va dir:
| «                 | L'œuf cosmique polarise les incertitudes de l'ombre et de la lumière. Plus haut, la porte vivante, entre la bête et le dieu. Nous sommes dans l'entre-deux où les possibles hésitent entre histoire et destin | » |
| — Henri Maldiney. | |   |